# (34618) 2000 UX49
2000 UX49 (asteroide 34618) é um asteroide da cintura principal. Possui uma excentricidade de 0.15701300 e uma inclinação de 18.23103º.
Este asteroide foi descoberto no dia 24 de outubro de 2000 por LINEAR em Socorro.